# Palm-Mar
Palm-Mar es una de las entidades de población que conforman el municipio de Arona, en la isla de Tenerife —Canarias, España—.
Posee 2199 habitantes a 1 de enero de 2020, y está sufriendo un gran desarrollo urbanístico y demográfico gracias al atractivo turístico de la zona.[cita requerida]

## Características

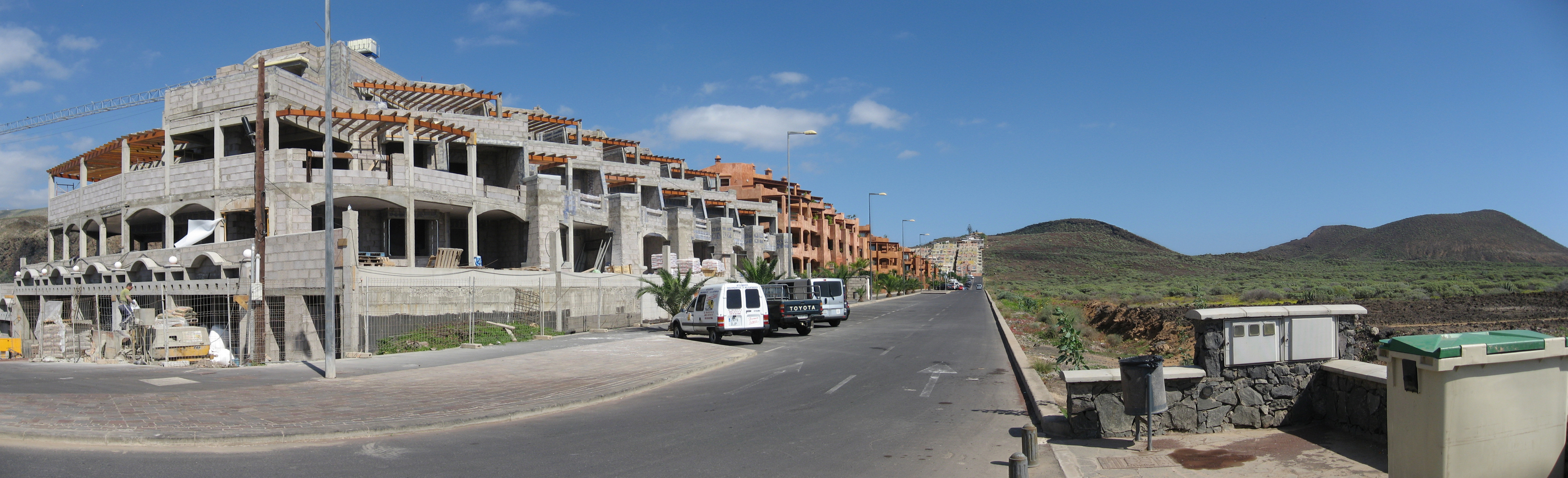
Palm-Mar

Se trata de una urbanización turística ubicada al pie de la formación montañosa conocida como Los Mogotes, a unos 13 kilómetros de la capital municipal y a una altitud media de 33 m s. n. m. Palm-Mar cuenta con varios parques infantiles y plazas públicas, una entidad bancaria y algunos comercios.
Una pequeña parte de su superficie se incluye en el espacio natural protegido de la reserva natural especial del Malpaís de La Rasca.

## Demografía
| Año        | 2000 | 2001 | 2002 | 2003 | 2004 | 2005 | 2006 | 2007 | 2008 | 2009 | 2010 | 2011 | 2012 | 2013 | 2014 | 2015 | 2016 | 2017 | 2018 | 2019 | 2020 | 2021 |
| ---------- | ---- | ---- | ---- | ---- | ---- | ---- | ---- | ---- | ---- | ---- | ---- | ---- | ---- | ---- | ---- | ---- | ---- | ---- | ---- | ---- | ---- | ---- |
| Habitantes | 180  | 237  | 275  | 308  | 335  | 444  | 652  | 941  | 1141 | 1355 | 1530 | 1626 | 1875 | 2203 | 2256 | 2284 | 2258 | 2181 | 2148 | 2204 | 2199 | 2275 |

## Comunicaciones

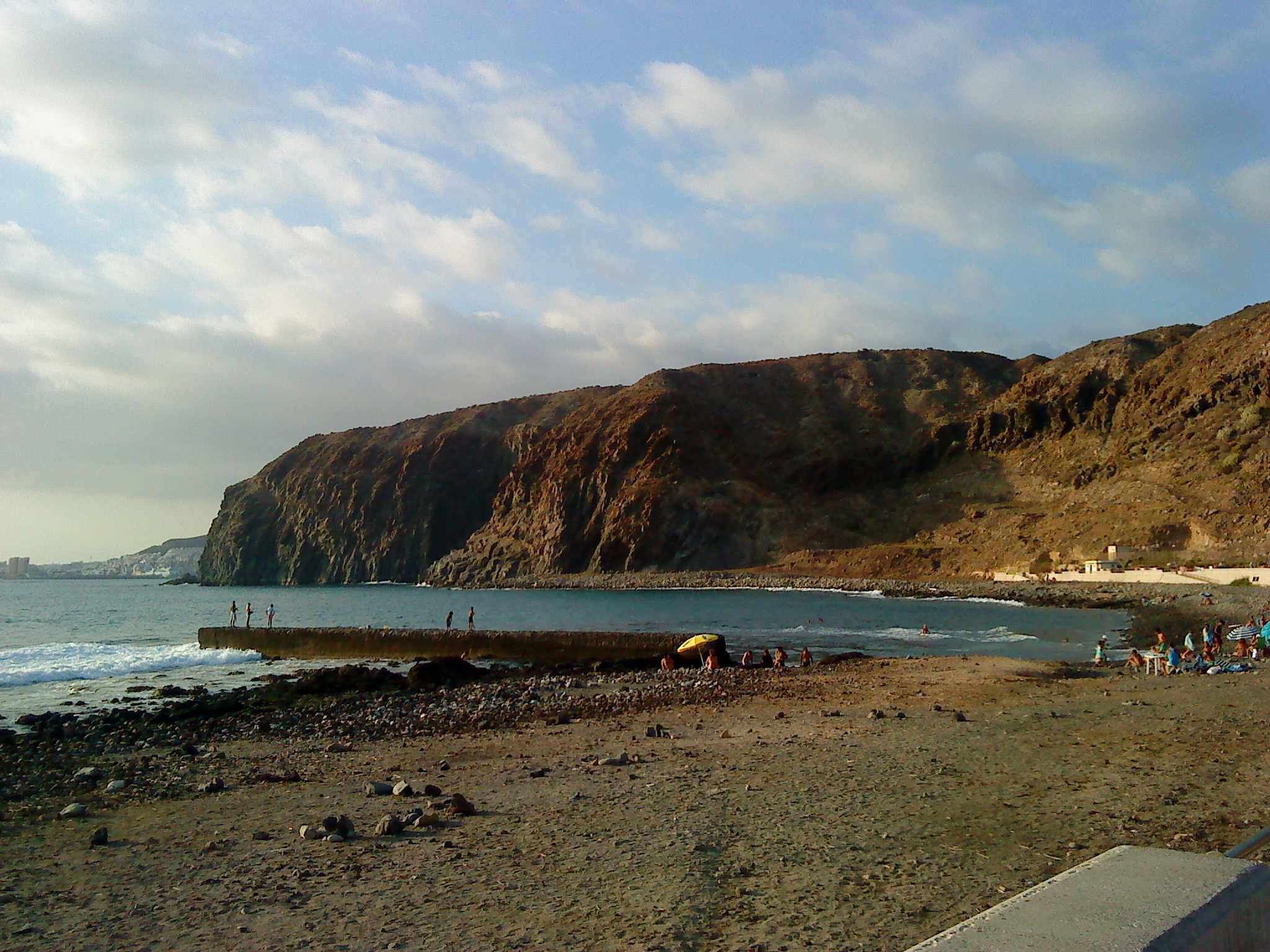
Playa de la Arenita.

Cuenta con parada de taxis en la avenida del Palm-Mar.
En autobús —guagua— queda conectado mediante la siguiente línea de TITSA:
| Línea | Trayecto                    | Recorrido |
| ----- | --------------------------- | --------- |
| 468   | [Las Galletas]Horario/Línea |           |

## Lugares de interés
- Centro Comercial Muelles de Génova

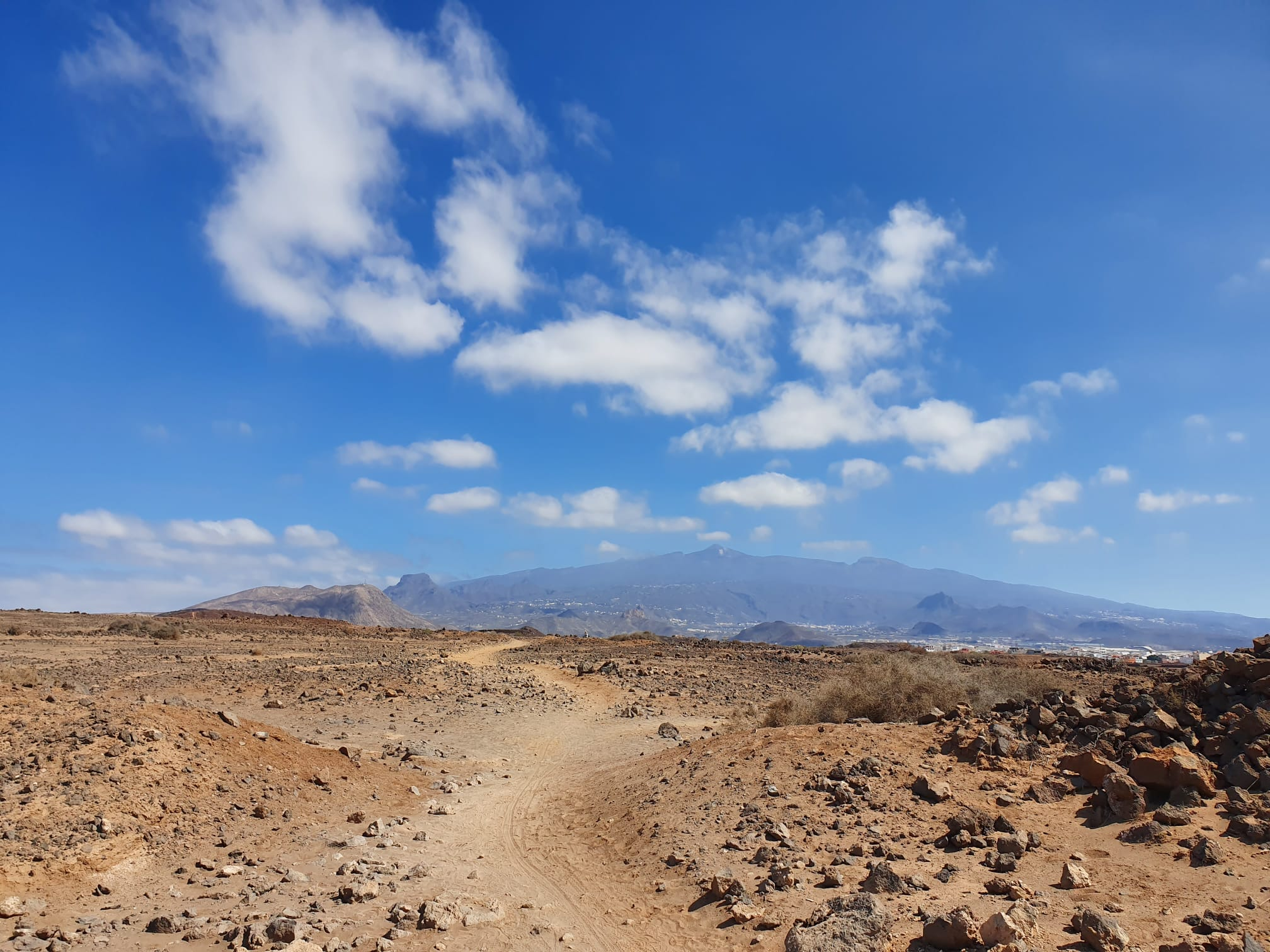
imagen del Malpaís de Rasca al lado del Palm-mar

- Playa de la Arenitaimagen del Malpaís de Rasca al lado del Palm-mar